# علاج متلازمة ريت
لا يوجد حاليًا علاج لمتلازمة ريت. يتوجه التدبير نحو تحسين الوظيفة ومعالجة الأعراض طوال الحياة. يلزم فريق متعدد التخصصات لعلاج الشخص طوال الحياة. يمكن أن يشمل هذا الفريق طبيب الرعاية الأولية، واختصاصي العلاج الفيزيائي، والمعالج الوظيفي، واختصاصي مشكلات النطق واللغة، واختصاصي التغذية، وخدمات الدعم في البيئات التعليمية والمهنية.
يشمل علاج متلازمة ريت:
- معالجة مشكلات الجهاز الهضمي (الارتجاع والإمساك) والتغذية (ضعف اكتساب الوزن)
- تقصي الجنف
- تقصي متلازمة كيو تي الطويلة من خلال إجراء مخطط كهربية القلب سنويًا
- زيادة مهارات التواصل لدى المريض، وخاصة باتباع استراتيجيات الاتصال المعززة
- دعم الأبوين
- تعديل الأدوية الاجتماعية
- الأدوية المساعدة على النوم
- مثبطات استرداد السيروتونين الانتقائية
- مضادات الذهان (لسلوكيات إيذاء النفس)
- حاصرات بيتا عند وجود متلازمة كيو تي الطويلة
- العلاج الوظيفي وعلاج النطق والعلاج الفيزيائي

تعالج متلازمة كيو تي الطويلة بمضادات اللانظميات مثل حاصرات بيتا وذلك بسبب خطر حدوث الموت المفاجئ. تشير بعض من الأدلة على أن الفينيتوين قد يكون أكثر فعالية من حاصرات بيتا في هذه الحالة.

## العلاج الوظيفي
تحد أعراض متلازمة رايت قدرات الأفراد وتمنعهم من العيش باستقلالية وممارسة أنشطة ذات مغزى في حياتهم اليومية. لذا يعتمد معظم المصابين بهذا الاضطراب بشدة على مقدمي الرعاية في معظم مجالات حياتهم. يسعى المعالجون الوظيفيون إلى إيجاد طرق لتشجيع المصابين على المشاركة في الأنشطة المهمة بالنسبة إليهم، إذ ثبت أن هذا يحسن الصحة والحالة العامة. تهدف تدخلات العلاج الوظيفي إلى الحفاظ على القدرات الوظيفية للأفراد المصابين وتحسينها. الدعم الذي يحتاجه كل فرد من المصابين بمتلازمة ريت مختلف. يعمل المعالجون الوظيفيون مع المصابين وعائلاتهم لمساعدة المرضى على تحقيق أهدافهم الخاصة. بالإضافة إلى الخدمات المباشرة التي يقدمها المعالجون الوظيفيون، فإنهم يزودون أفراد الأسرة بمصادر المعلومات والموارد خارج نطاق العلاج الوظيفي. قد تشمل الخدمات المقدمة: الحفاظ على المهارات الحركية ومهارات الحياة اليومية والحفاظ على الأداء المعرفي والتواصلي.

## العلاج الفيزيائي
تشمل أهداف العلاج الفيزيائي تحسين الوظائف والحفاظ عليها من خلال معالجة الإعاقات في الحركة والوضعية والتحمل القلبي الوعائي والتنسيق والتوازن. يمكن لاختصاصيي العلاج الطبيعي أيضًا وضع الأقواس والجبائر والأجهزة المساعدة حسب الضرورة لمعالجة التشوهات العظمية وتثبيت المفاصل.

### العلاج المائي
العلاج المائي فرع من العلاج الفيزيائي والعلاج الوظيفي. تشير بعض من الأدلة إلى أن العلاج المائي يمكن أن يحسن الحركات والقدرة على تناول الطعام والمهارات الحركية والتوازن خلال المشي لدى الأطفال المصابين بمتلازمة ريت.

## رعاية الذات
بعض من أعراض الحالة مثل حركات اليد اللاإرادية يمكن أن تجعل تناول الطعام مهمة صعبة للغاية للأفراد الذين يعانون من متلازمة ريت. إحدى الطرق التي يستخدمها المعالجون الوظيفيون لحل هذه المشكلة هي تثقيف مقدمي الرعاية وتشجيعهم على ممارسة التغذية الموجهة. تتضمن التغذية الموجهة جعل الفرد المصاب بالمتلازمة يمسك بالملعقة، ويضع مقدم الرعاية يده فوق يد الطفل لتوجيه حركات الأكل. الغرض من هذا العلاج تشجيع مشاركة الطفل في تناول الطعام، وخاصة لدى الأفراد الذين يعانون من حالات شديدة من متلازمة ريت. تشير إشارات مثل فتح الفم استعدادًا للطعام، ورفض الأطعمة غير المرغوب فيها، ومراقبة مقدم الرعاية، إلى أن التغذية الموجهة يمكن أن تزيد من انخراط الطفل في تناول الطعام في بعض الحالات.